# Сирс, Хизер
Хизер Сирс (англ. Heather Sears, 28 сентября 1935 — 3 января 1994) — британская актриса.
Родилась в лондонском районе Кенсингтон в семье врача. В шестнадцатилетнем возрасте она пошла по стопам старшей сестры Энн Сирс и поступила в Центральную школу речи и драмы. После её окончания Сирс была принята в труппу театра Виндзор, а в 1955 году состоялся её кинодебют в фильме «Хватай и беги». В дальнейшие годы актриса была востребована как в театре, так и в кино. В 1958 году она стала лауреатом премии «BAFTA» и номинанткой на «Золотой глобус» за роль в драме «История Эстер Костелло». Среди её других киноробот того времени фильмы «Путь наверх» (1958), «Четверо отчаянных мужчин» (1959), «Сыновья и любовники» (1960) и «Призрак Оперы» (1962). В середине 1960-х Сирс ушла из мира кино, посвятив себя воспитанию троих сыновей от брака с арт-директором Энтони Мастрерсом. В то годы она поддерживала свою актёрскую карьеру редкими появлениями на телевидении в сериалах «Любовная история» и «Осведомитель». В 1970-х актриса вернулась на театральную сцены, активно участвуя в различных постановках в Лестере, а также организовав турне с моноспектаклем о Вирджинии Вульф.
Последние десять лет своей жизни актриса много путешествовала, проводя много времени в Мексике, Китае, Италии и Египте. Каждый год в мае она с мужем отправлялась на юг Франции на время проведения Каннского кинофестиваля. В 1990 году во время одного из таких визитов её супруг умер. Хизер Сирс пережила его почти на три года и скончалась в январе 1994 года от полиорганной недостаточности в своём доме в деревне Хинчли-Вуд в графстве Суррей.

## Награды
- BAFTA 1958 — «Лучшая британская актриса» («История Эстер Костелло»)